# Vättlösa distrikt
Vättlösa distrikt är ett distrikt i Götene kommun och Västra Götalands län. 
Distriktet ligger söder om Götene. 

## Tidigare administrativ tillhörighet
Distriktet inrättades 2016 och utgörs av en del av området som Götene köping omfattade till 1971, delen som före 1952 utgjorde Vättlösa socken.
Området motsvarar den omfattning Vättlösa församling hade vid årsskiftet 1999/2000.